# Białostoczek (Białystok)
Białostoczek – osiedle mieszkaniowo-przemysłowe w północnej części Białegostoku. Dawniej wieś, włączona do miasta 28 czerwca 1919. W czasie II RP istniała gmina Białostoczek.

## Obiekty i tereny zielone
- kościół – sanktuarium Miłosierdzia Bożego
- Elektrociepłownia Białystok
- Szkoła Podstawowa nr 26
- Szkoła Podstawowa nr 42 im. błogosławionego ks. Michała Sopoćki[4]
- Katolicka Szkoła Podstawowa
- Zespół Szkół Elektrycznych im. prof. Janusza Groszkowskiego
- Biblioteka filia nr 2 Książnicy Podlaskiej - ul. Kozłowa 4
- Filia nr 4 Miejskiego Ośrodka Pomocy Rodzinie w Białymstoku - ul. Radzymińska 16
- Plac bł. ks. Michała Sopoćki

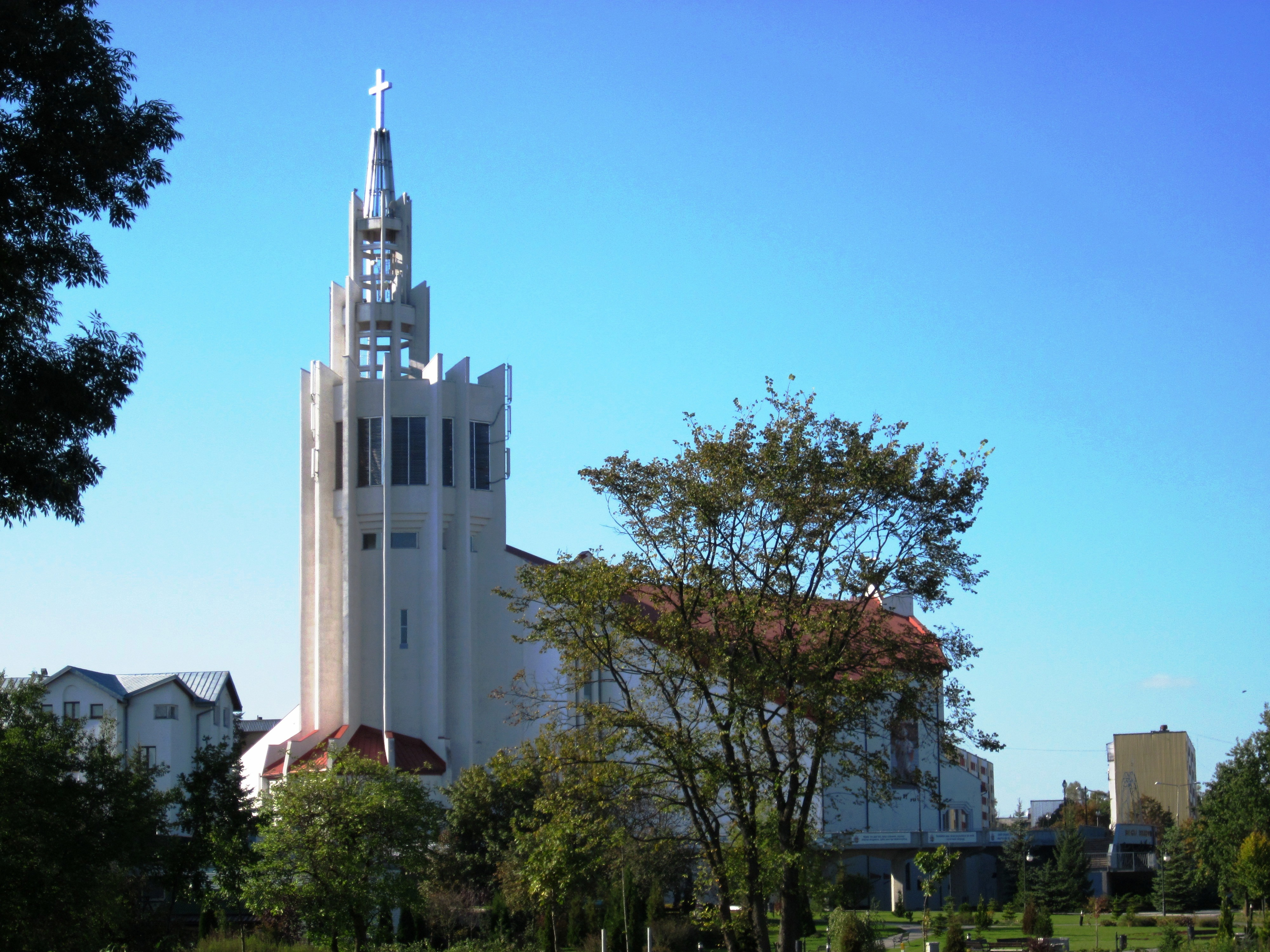
Sanktuarium Miłosierdzia Bożego
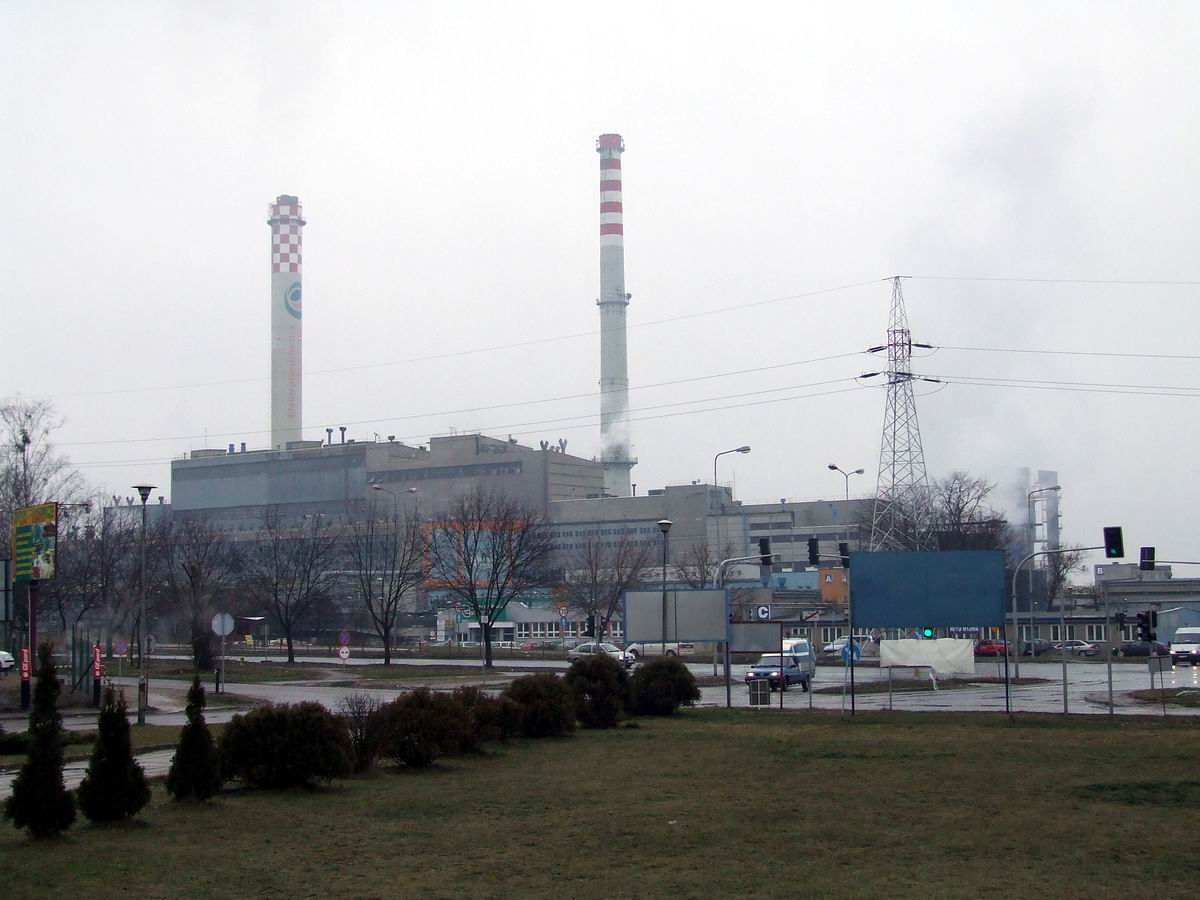
Elektrociepłownia
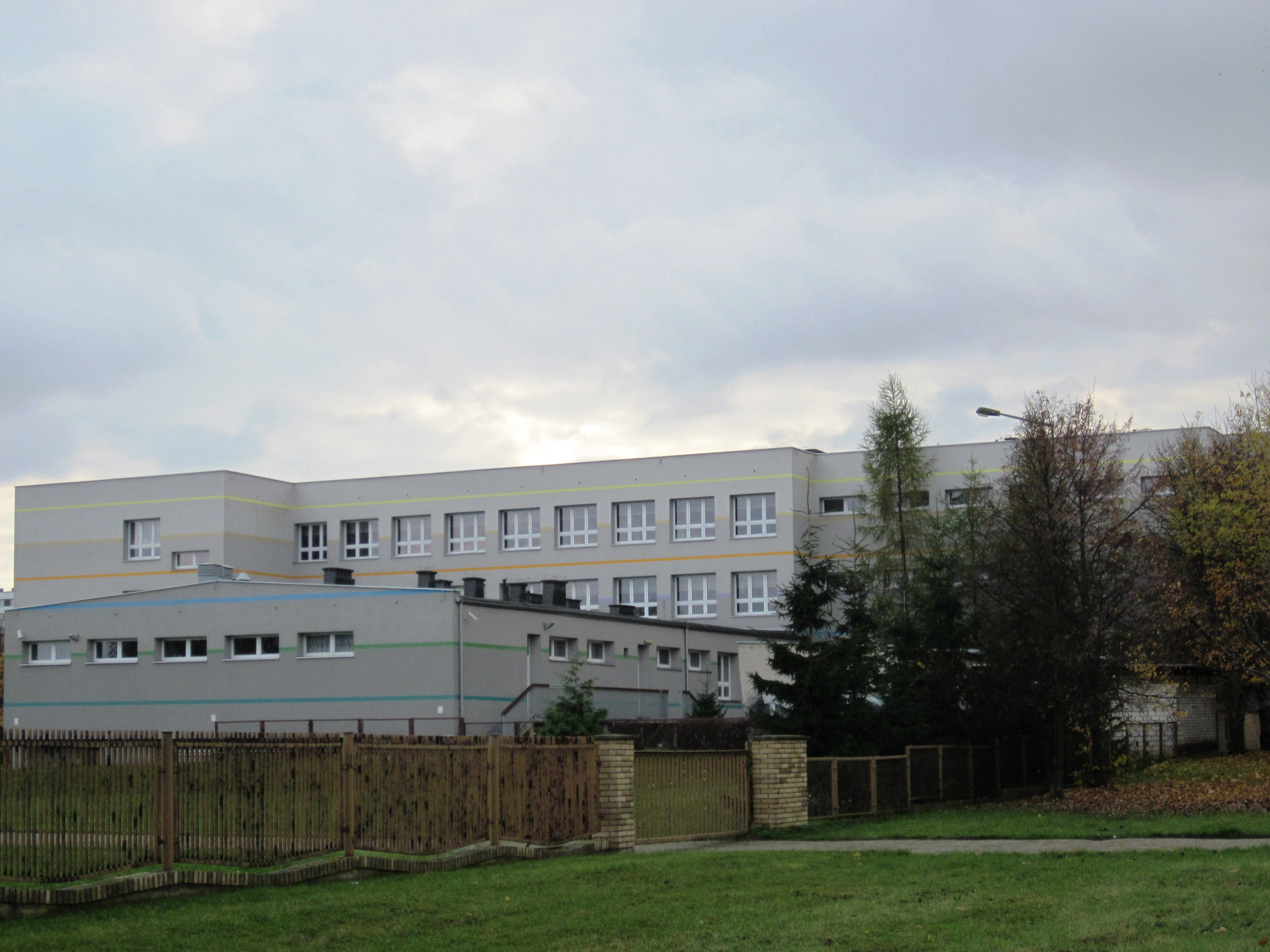
Szkoła Podstawowa nr 42 (dawne XVI Liceum Ogólnokształcące)
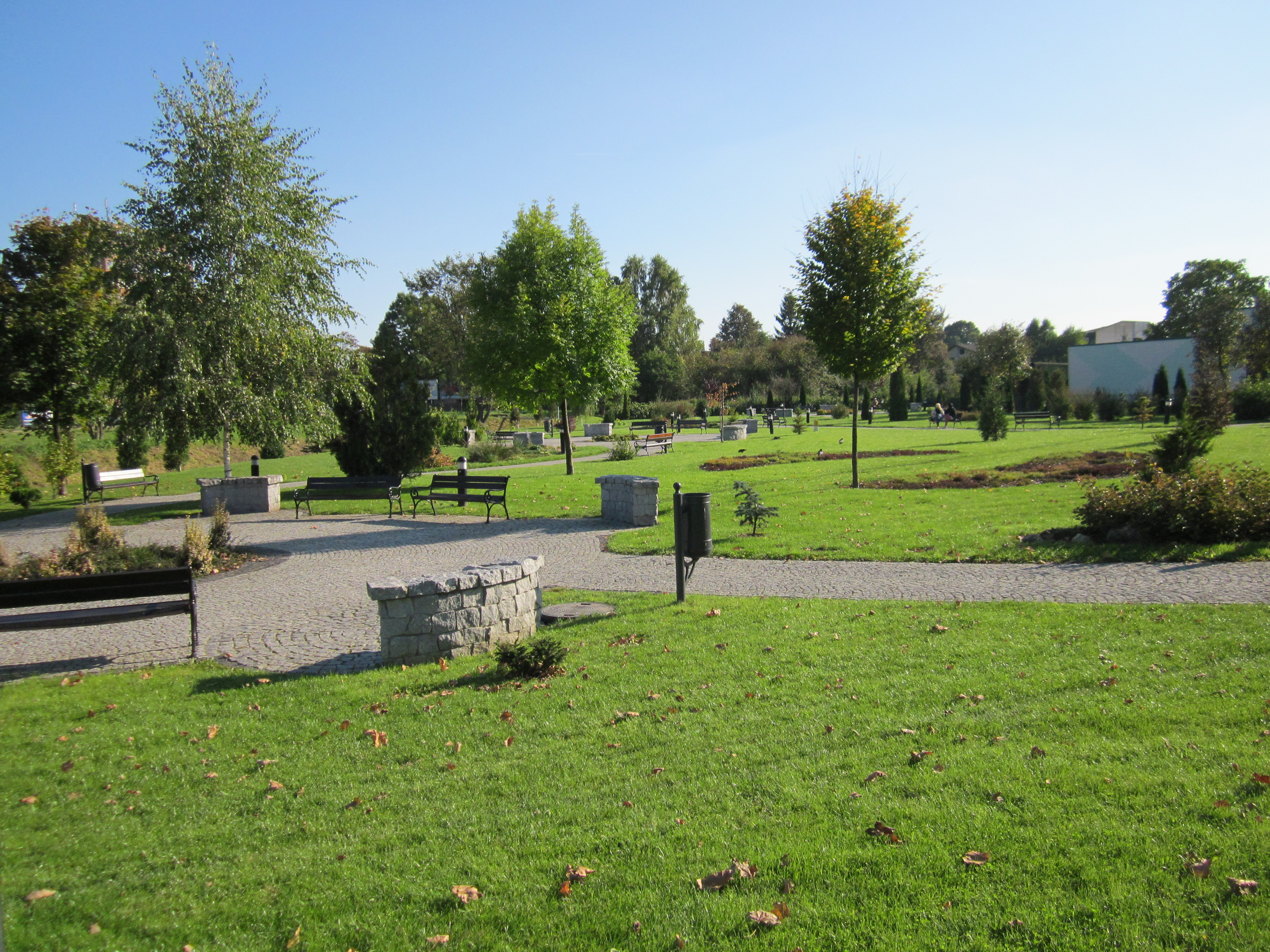
Plac Michała Sopoćki

## Opis granic osiedla

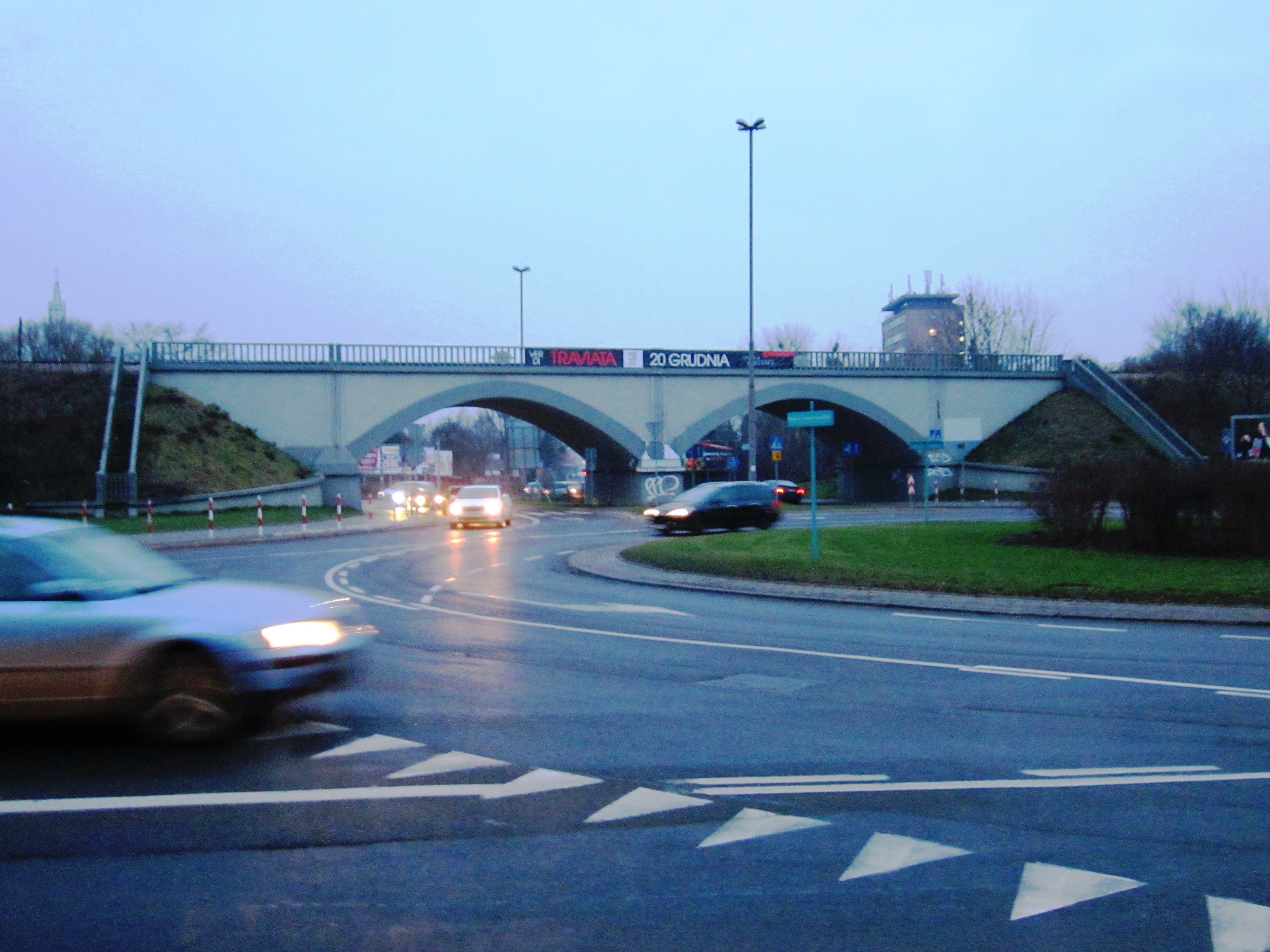
Wiadukt nad Aleją Tysiąclecia

Od torów kolejowych biegnących w kierunku Sokółki ulicą gen. Stanisława Maczka, ul. gen. Władysława Andersa do Białostockiej Fabryki Mebli, wzdłuż Białostockiej Fabryki Mebli do ul. Poleskiej, ulicą Poleską przez rondo św. Faustyny Kowalskiej do ul. Jana Henryka Dąbrowskiego, wzdłuż torów kolejowych do ul. gen. Stanisława Maczka.

## Ulice i place znajdujące się w granicach osiedla
Al. Tysiąclecia Państwa Polskiego – parzyste 4C–72, nieparzyste 1–67, Białostoczek, Bielska, Bitwy Białostockiej, Brzeska, Buska, Dąbrowskiego Jana Henryka, gen. Władysława Andersa – nieparzyste 71–87, gen. Stanisława Maczka – brak budynków, Giżycka, Gołdapska, Grodzieńska, Hajnowska, Kombatantów, Kowieńska, Kozłowa, Lidzka, Łańcucka, Olecka, Olsztyńska, plac ks. M. Sopoćki, Płocka, Poleska– parzyste 46–52, Przytorowa, Racławicka, Radzymińska, Siemiatycka, Sitarska, Skidelska, Sokólska, Suwalska, Świsłocka, Wileńska, Wołkowyska, Zagumienna.